# Skender Kulenović
 (juillet 2016).
Si vous disposez d'ouvrages ou d'articles de référence ou si vous connaissez des sites web de qualité traitant du thème abordé ici, merci de compléter l'article en donnant les références utiles à sa vérifiabilité et en les liant à la section « Notes et références ».
Skender Kulenović né le 2 septembre 1910 à Bosanski Petrovac et mort le 25 janvier 1978, est un écrivain yougoslave, originaire de Bosnie-Herzégovine.

## Biographie
Il naît à Bosanski Petrovac, alors ville de l’Empire austro-hongrois. Il fait des études de droit à l’université de Zagreb. Pendant la Seconde Guerre mondiale, il participe activement à la lutte de libération nationale. 

## Œuvre principale
Il est auteur de Stojanka, mère de Knezopolje (1942). Ce poème représente la synthèse de l’expression poétique moderne, de la poésie populaire et des thèmes historiques de la révolution et de la lutte anti-fasciste. Il est traduit partiellement in Anthologie de la poésie yougoslave contemporaine, Seghers, 1959.

## Autres œuvres
Poèmes
- La réunion des derviches (1950)
- L’alouette (1952)
- Sonnets (1968)

Œuvres dramatiques
- Partage (1948)
- Le soir (1950)
- Lumière au deuxième étage (1950)